# 3721 Відорн
3721 Відорн (3721 Widorn) — астероїд головного поясу, відкритий 13 жовтня 1982 року.
Тіссеранів параметр щодо Юпітера — 3,224.